# Bemisia giffardi
Bemisia giffardi es un hemíptero de la familia Aleyrodidae, con una subfamilia: Aleyrodinae.
Fue descrita científicamente por primera vez por Kotinsky en 1907.

## Morfología
El ojo del adulto está conectado por cuatro o más omatidios, y el segmento apical muy alargado de la antena del macho presenta un sensorio adosado inusual que se extiende a lo largo de todo el segmento.
Los datos moleculares de mtCO1 varían un poco dependiendo de las especies incluidas en los árboles filogenéticos (Gill y Brown, 2010).

## Distribución
Este aleuródido está ampliamente distribuido en la región oriental (India, Tailandia, Vietnam, Nepal, Java, Malasia, Sumatra) (Mound & Halsey, 1978), y también está presente en la región paleártica (China, Japón) (Martin, 1999), en la región del Pacífico (Hawái, Nueva Caledonia, Tahití (Martin, 1999), Palu, Papúa Nueva Guinea (De Barro, 1997) y en Australia (Martin, 1999). Causa daños en Citrus spp. (Rutaceae) en Asia, pero también ha sido reportado en Cordia spp. (Boraginaceae) y Jasminum spp. (Oleaceae) (Martin, 1999).
El pupario está descrito en Martin, 1999.
Fue recolectado el 13 de noviembre de 2003 sobre cítricos no identificados en el municipio de Le François (colectado por Davidas), coexistiendo con Aleurothrixus floccosus (Maskell, 1895), Paraleyrodes sp. y dos cochinillas Diaspididae: Lepidosaphes beckii (Newman, 1869) y Fiorinia sp. Se trata del primer registro de B. giffardi en el Caribe.